# Sahnî, Rujîn
Sahnî (în ucraineană Сахни) este un sat în comuna Kneajîkî din raionul Rujîn, regiunea Jîtomîr, Ucraina.

## Demografie
Componența lingvistică a localității Sahnî
     Ucraineană (100%)
Conform recensământului din 2001, toată populația localității Sahnî era vorbitoare de ucraineană (100%).